# Petrosia mauritiana
Petrosia mauritiana är en svampdjursart som först beskrevs av Carter 1885.  Petrosia mauritiana ingår i släktet Petrosia och familjen Petrosiidae. Inga underarter finns listade i Catalogue of Life.